# Dorna

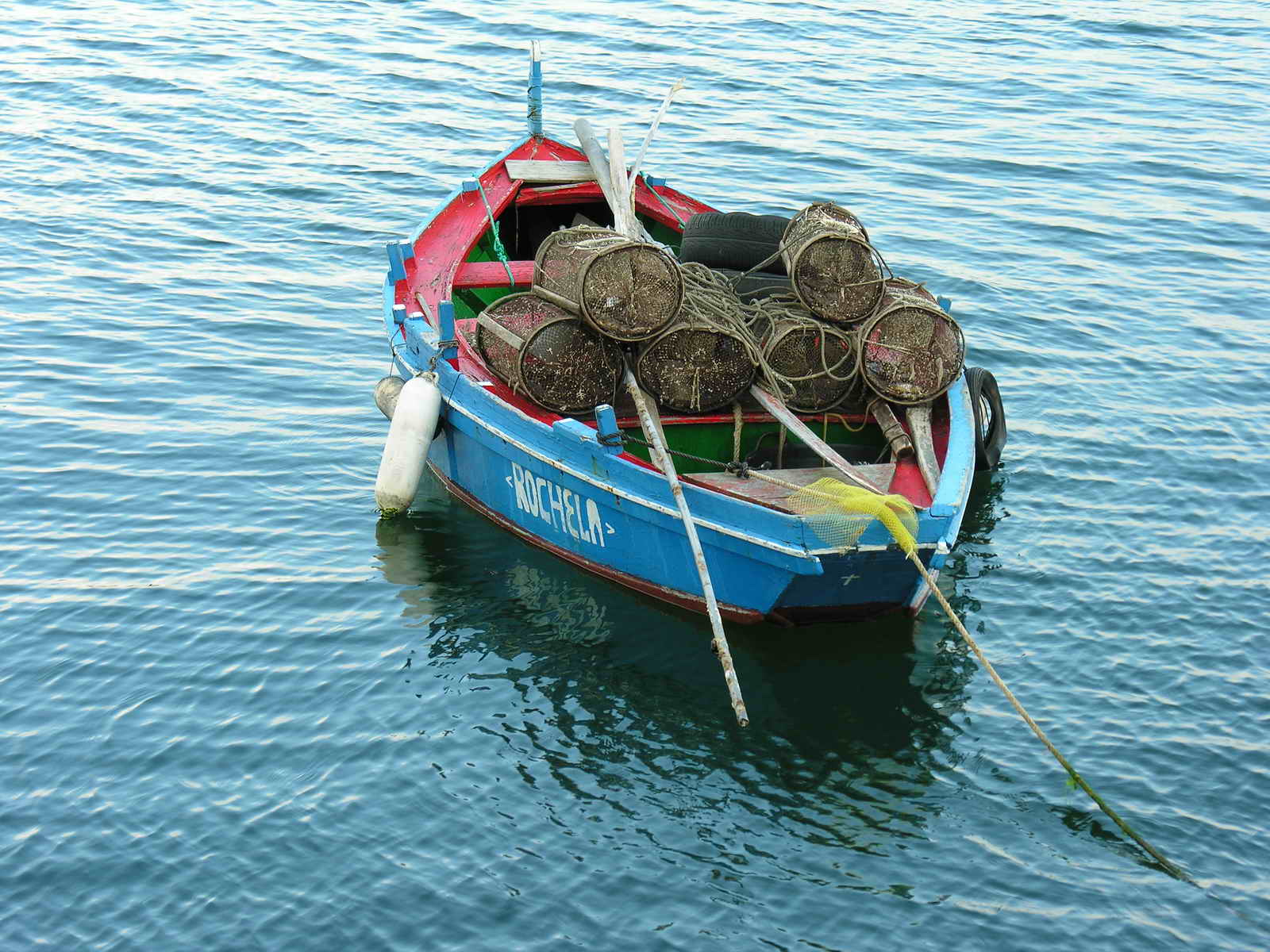
Dorna portando nasas en Puebla del Caramiñal.

La dorna es una embarcación de pesca típica de las Rías Bajas (Galicia) de aproximadamente 4,50 metros de eslora y 1,50 metros de manga, con proa redonda que sobresale de cubierta, la popa chata y pequeña y quilla pronunciada. Evoluciona con una única vela de relinga y lleva dos remos de apoyo para cuando no hay viento ("para as calmas podres"). Generalmente lleva dos tripulantes a bordo, el patrón a la caña y el marinero, quien se ocupa del izado de la vela.

## Procedencia
Diversos estudios señalan que este tipo de embarcación es de procedencia vikinga. Fue introducida en las Rías Baixas, probablemente como copia a menor escala del drakkar, durante las frecuentes invasiones vikingas que pretendían asediar Santiago de Compostela en la Alta Edad Media.

## Características formales
La dorna es una embarcación totalmente fabricada en madera, construida al tingladillo con las tablas de la obra viva yuxtapuestas, montando unas sobre otras, reduciendo el riesgo de vías de agua (este tipo de construcción se denomina "de escarba"). Las cuadernas sobresalen de cubierta, formando los apoyos de los remos (remadoiras). Lleva un timón grande que actúa como orza prolongándose más abajo de la quilla, gobernado mediante una caña de madera de una sola pieza. Con la introducción del motor marino de explosión, la dorna sufrió un rediseño del espejo de popa, disponiendo unas piezas de madera que permiten el acoplamiento de un pequeño motor fueraborda.

## La Dorna Meca
La dorna meca es un tipo de embarcación diseñado y construido en O Grove, frecuente en las costas de las Rías Baixas hasta los años 60. Se construían a partir de 10 o 12 cuartas de quilla hasta 18, y antiguamente eran tripuladas por 3 o 4 hombres.
En los últimos años de los 80 un grupo de amigos interesados en la recuperación de la cultura marinera se juntaron para recuperar este tipo de embarcación, que llevaba 30 años desaparecida. Esto dio lugar a la asociación Os Amigos da Dorna Meca. Es en el año 1995 cuando se quiere recuperar esta embarcación con la ayuda de carpinteros de ribeira. Actualmente la asociación cuenta con más de 100 socios y organiza regatas y encuentros, así como otro tipo de actividades relacionadas con la cultura del mar.

## Galería de imágenes

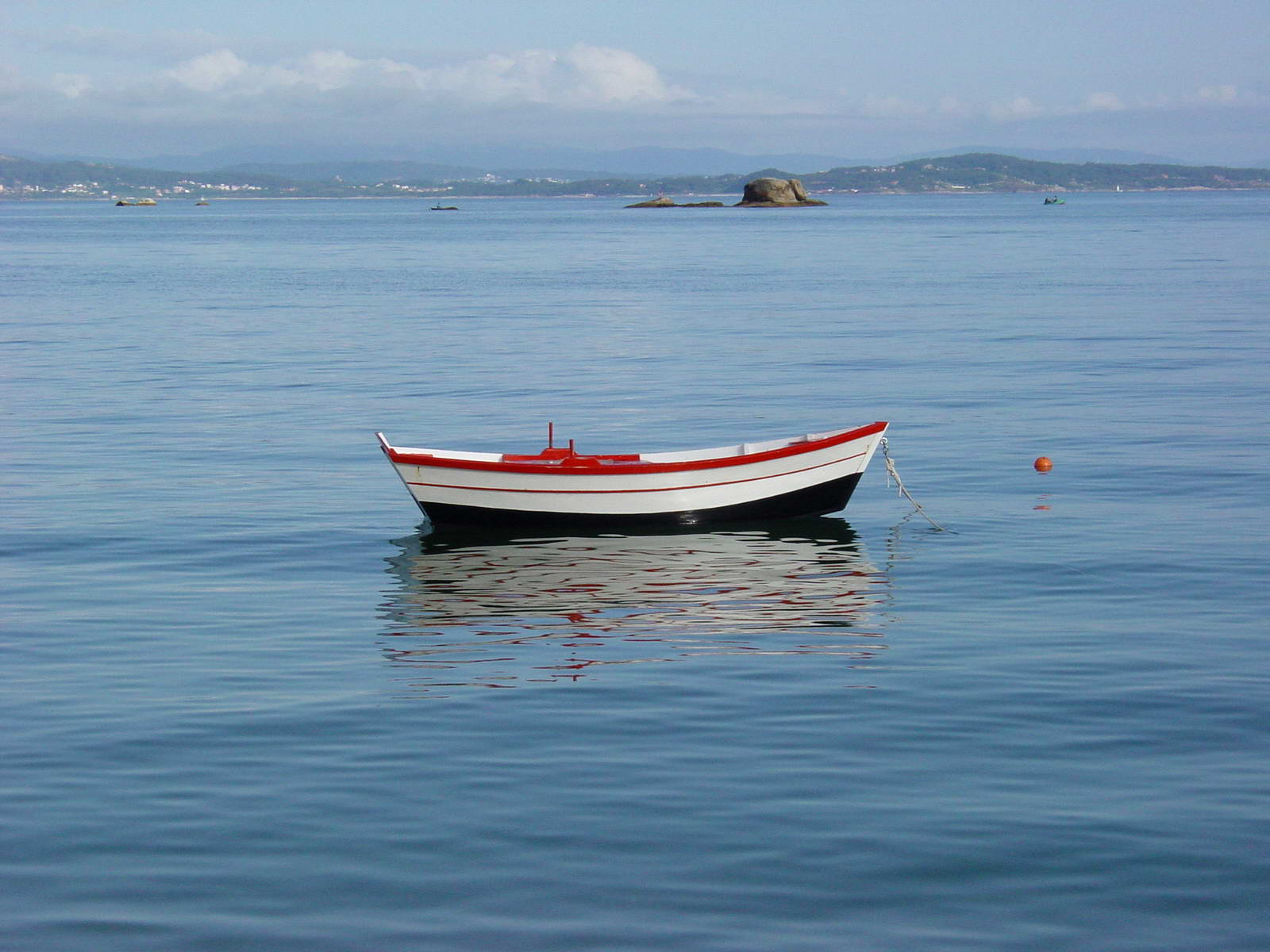
Gamela (no dorna) en Castiñeiras, Ribeira
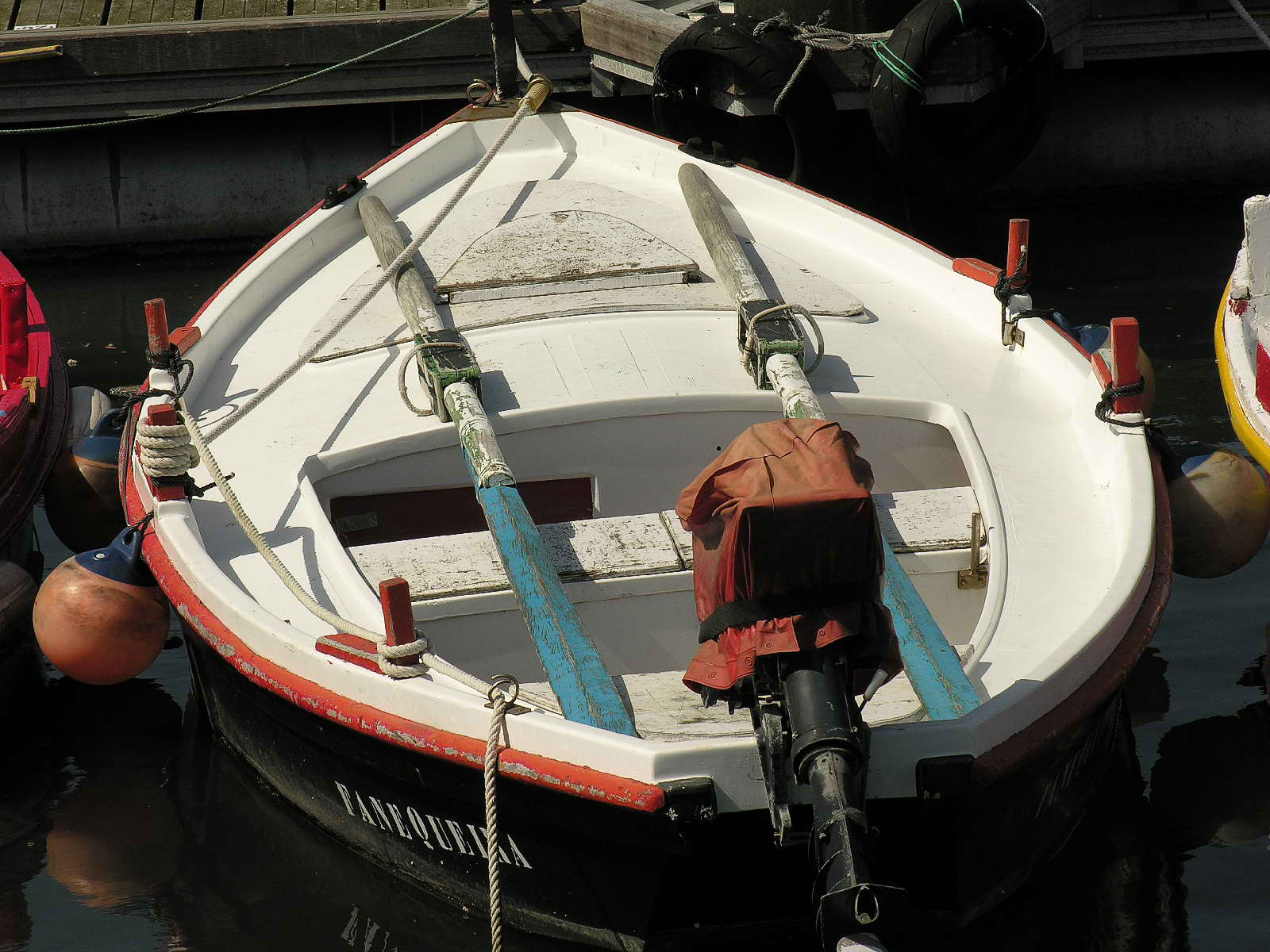
Dorna en Ribeira